# Saint-Louis-lès-Bitche
Saint-Louis-lès-Bitche (deutsch Münztal, bis 1915 Münzthal-Sankt Louis, lothringisch Minzdal) ist eine französische Gemeinde mit 463 Einwohnern (Stand 1. Januar 2022) im Département Moselle in der Region Grand Est (bis 2015 Lothringen). Sie gehört zum Arrondissement Sarreguemines und zum Kanton Bitche und ist Teil des Naturparks Nordvogesen.
Im Ort hat die Kristallmanufaktur St. Louis, eine der bedeutendsten und ältesten Kristallmanufakturen Europas, ihren Sitz.

## Geografie
Saint-Louis-lès-Bitche liegt im Nordosten Lothringens, im Département Moselle, wenige Kilometer südlich von Bitsch (frz. Bitche), eingezwängt in das enge Tal des Münzthaler Baches (frz. ruisseau de Saint-Louis) und von Wald umgeben. Fährt man von Lemberg in den kleinen Ort hinunter und blickt über die in jeden Winkel hineindrängenden Häuser und die inmitten der Wohnbebauung liegenden großen, historischen Manufakturgebäude, so erscheint einem der Ort wie die Miniaturausgabe einer Manufakturstadt des 19. Jahrhunderts.
Nachbargemeinden von Saint-Louis-lès-Bitche sind Montbronn im Westen, Enchenberg im Nordwesten, Lemberg im Nord und Nordosten, Götzenbrück im Südosten und Meisenthal im Südwesten.

## Geschichte

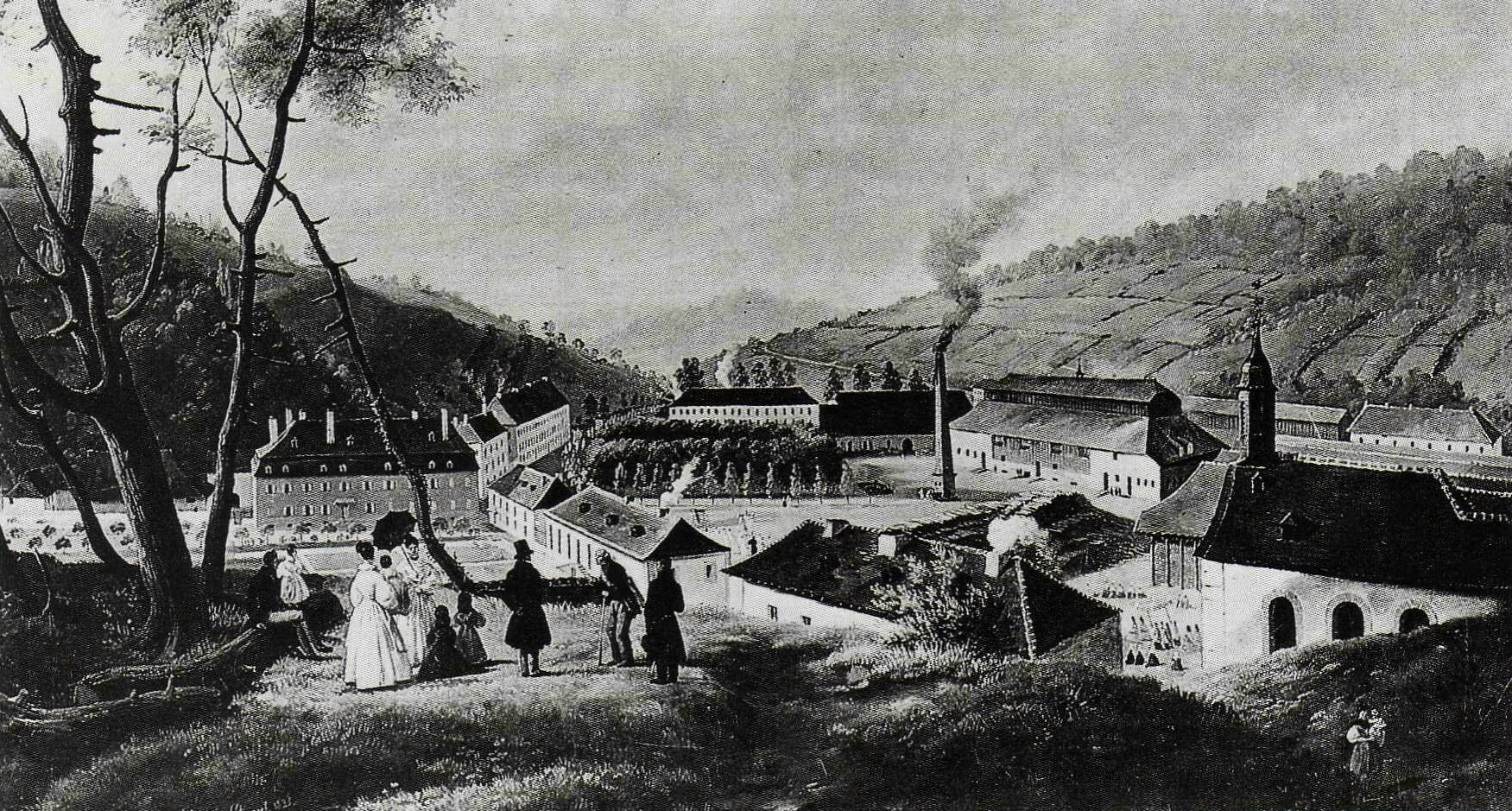
Glashütte Saint-Louis 1836

1586 wurde die Glashütte von Holbach in das Münzthal verlegt. Im Laufe des Dreißigjährigen Krieges ging der Betrieb jedoch ein. 1767 erteilte König Louis XV. René-Francois Jolly und Pierre-Étienne Ollivier die Erlaubnis, an dieser Stelle eine neue Manufaktur zu errichten, die den Titel "Königliche Glaserei" führen durfte. In Erinnerung an Louis IX. erhielt die Manufaktur den Namenszusatz "Saint-Louis". Nach und nach siedelten sich um die Manufaktur Handwerker und Gewerbe an, zudem wurden Arbeiterwohnungen gebaut. 1781 war die Kristallmanufaktur das erste Unternehmen auf dem europäischen Festland, dem die Herstellung von Bleikristall gelang, das zuvor nur in England produziert wurde.
1845 wurde Münzthal-Saint-Louis eine selbständige Gemeinde. Vorher gehörte es zu Lemberg. Vom Jahr 1915 bis zur deutschen Niederlage im Ersten Weltkrieg durfte der Ort seinen Namenszusatz St. Louis aufgrund einer kaiserlichen Verordnung nicht führen.
Münzthal-Sankt Louis war ab 1897 Endstation einer Stichbahn von Wingen (Moder), die vor allem für die Infrastruktur der zahlreichen Glasmanufakturen in der Gegend diente. Mit dem Niedergang der Glasmanufakturen in den meisten Ortschaften wurde 1969 der Eisenbahnverkehr eingestellt. Außer in Saint-Louis-lès-Bitche gibt es heute im Bitscher Land Glasmanufakturen nur noch in Götzenbrück und Montbronn.

### Bevölkerungsentwicklung
| Jahr      | 1968 | 1975 | 1982 | 1990 | 1999 | 2007 | 2019 |
| Einwohner | 708  | 682  | 677  | 641  | 633  | 547  | 472  |

## Wirtschaft

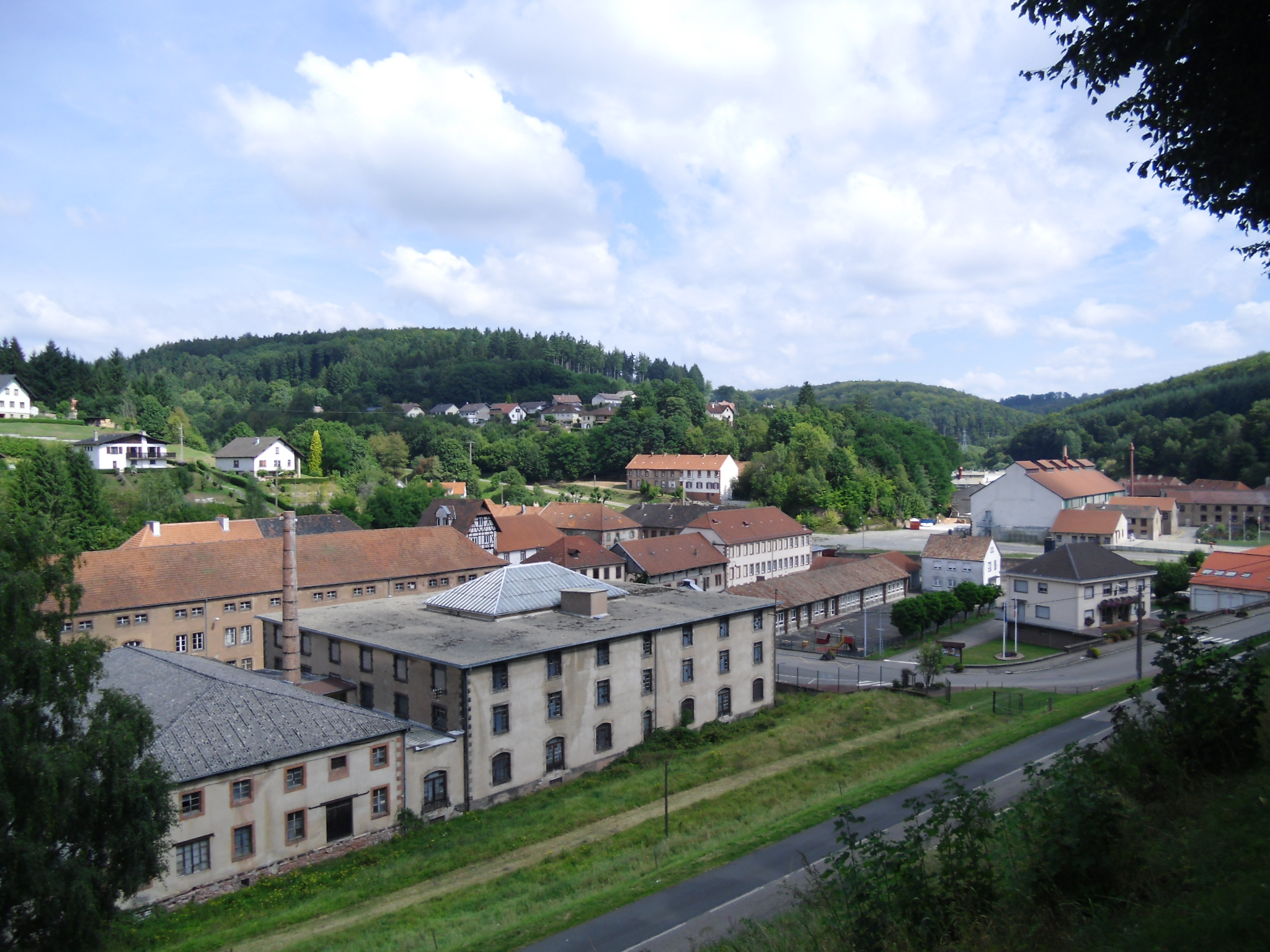
Glashütte Münzthal-St. Louis

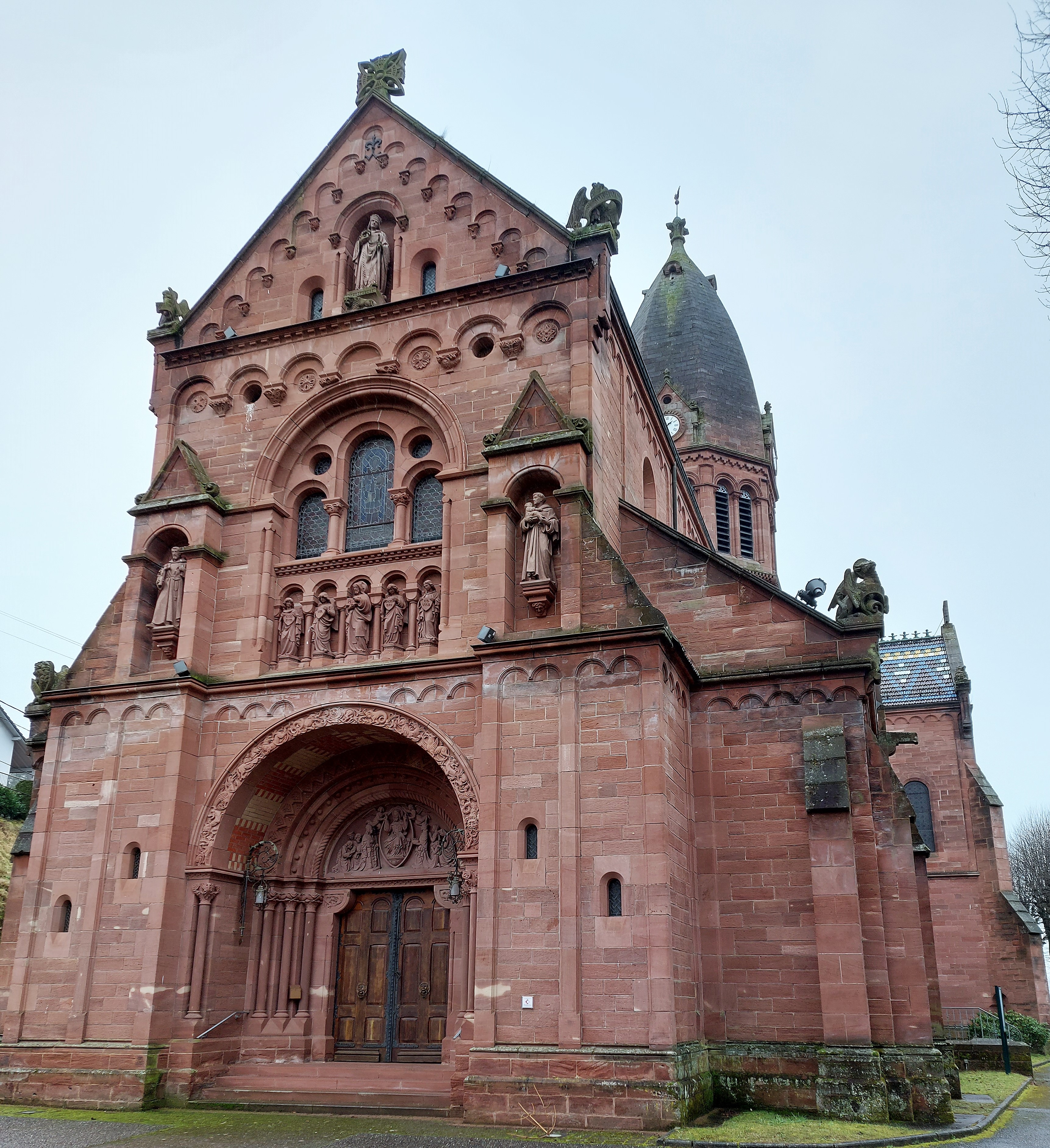
Kirche Saint-Louis

Heute wie ehedem bestimmt die historische Kristallglasmanufaktur das Leben in Münzthal-Saint-Louis. Seit dem Jahr 1989 ist die Hermès-Gruppe Mehrheitseigentümer und seit 1995 alleiniger Besitzer der Manufaktur. Die Übernahme von Hèrmes rettete die Produktion, umfangreiche Investitionen wurden vorgenommen und alte handwerkliche Techniken der Kristallglasherstellung wiederbelebt. Zudem wurden einige historische Kristallglasserien wieder ins Programm aufgenommen.

## Kultur und Sehenswürdigkeiten
Die 1897 aus dem Sandstein der Vogesen erbaute Kirche St. Louis wurde zu einem großen Teil durch Spenden der Familie Coëtlosquet errichtet, die über Generationen hinweg die Kristallmanufaktur betrieben hatte. Der Altar und die Lüster im Inneren der Kirche wurden aus Saint-Louis-Kristallglas kunstvoll gefertigt.
Der gesamte Ort mit seinen Manufaktur- und Verwaltungsgebäuden, überwiegend aus dem 19. Jahrhundert, ist architektonisch und baugeschichtlich von Interesse.
Im Mai 2007 wurde das Kristall-Museum „La Grande Place“ als postmoderne Architektur in das historische Manufakturgebäude integriert. Die Dauerausstellung zeigt Kristall von Saint-Louis aus drei Jahrhunderten.

## Persönlichkeiten
- Jean Seitlinger (1924–2018), langjähriger Weggefährte Robert Schumans, Mitglied der Nationalversammlung und des Europarats, von 1976 bis 1983 erster Generalsekretär der Europäischen Volkspartei